# اردیبهشت
اُردیبِهِشت (در فارسی افغانستان: ثَور) دومین ماه سال در گاه‌شماری هجری خورشیدی و دومین ماه فصل بهار است. این ماه ۳۱ روز دارد و از روز سی‌ودوم سال آغاز شده و در روز شصت‌ودوم سال پایان می‌یابد.
برج فلکی اردیبهشت‌ماه برج ثور (گاو) است که دومین برج فلکی از دائرةالبروج است. نماد برج اردیبهشت، گاو نر نامیده می‌شود. عنصر این برج خاک است.
در گاه‌شماری رسمی ایران نام این ماه از نام ماه دوم گاه‌شماری اوستایی نو برگرفته شده است. در گاه‌شماری زرتشتی سومین روز هر برج نیز "اردیبهشت‌روز" نام دارد و در اردیبهشت‌روز از اردیبهشت‌ماه، جشن اردیبهشتگان برگزار می‌شود. ایزد این ماه امشاسپنداَشَه‌وَهیشتَه است.
اردیبهشت، در اسطوره‌های ایرانی و زرتشتی، دومین امشاسپند و نگهبان زمین است و فروزه‌ای از قانون هورمزدی و برپاکنندهٔ نظم در زمین و هستی است.
همچنین اردیبهشت به ماه عاشقان و وصال عاشقان معروف است.

## واژه‌شناسی
«اردیبهشت» در اوستا اَشَه‌وَهیشتَه (aša vahišta)، در پهلوی اَرْت‌وَهیشْت (artawahišt) و در زبان پارسی میانه «اَردوهیشت» نامیده می‌شود.

## اردیبهشت در زبان و گاهشماری دیگر
در زبان مردم لرستان (لری و لکی) اَربِهیشت، در زبان کردی گولان (به کردی: گوڵان)، در زبان پشتو غویی (به پشتو: غویی)، و در فارسی افغانستان ثَور نامیده می‌شود.

## رویدادها
- ۵ اردیبهشت - حملهٔ نظامی آمریکا به ایران در طبس

## زادروزها
- ۱ اردیبهشت - محمد مختاری، شاعر، نویسنده، مترجم و منتقد سیاسی
- ۱ اردیبهشت - علیرضا فغانی، داور فوتبال
- ۱ اردیبهشت - لیلا ابراهیمی، ورزشکار و دونده زن ایرانی
- ۲ اردیبهشت - فضل‌الله اکبری، پدر حسابداری ایران
- ۲ اردیبهشت - امیر ناصر کاتوزیان، حقوقدان، قاضی، وکیل، استاد دانشگاه، پدر علم حقوق
- ۲ اردیبهشت - یاور همدانی، با نام اصلی احمد نیک طلب، نویسنده و پژوهشگر ایرانی
- ۲ اردیبهشت - آندرانیک مددیان، (مشهور به اندی)، خواننده و آهنگساز ایرانی
- ۲ اردیبهشت - قیصر امین‌پور، نویسنده، مدرس دانشگاه و شاعر معاصر ایرانی
- ۲ اردیبهشت - امیر حیات مقدم، رئیس پژوهشکده امنیت ملی
- ۲ اردیبهشت - محمدرضا وطن‌دوست، نویسنده، کارگردان، تهیه‌کننده، مدرس و پژوهشگر سینما
- ۲ اردیبهشت - زانیار خسروی، خواننده و آهنگساز
- ۳ اردیبهشت - احمد مجد، نویسنده و زیست‌شناس ایرانی
- ۳ اردیبهشت - آرش لباف، خوانندهٔ ایرانی
- ۳ اردیبهشت - جواد کاظمیان، بازیکن فوتبال
- ۳ اردیبهشت - ملیکا زارعی، مجری برنامه کودک و نوجوان
- ۳ اردیبهشت - عقیل اعتمادی، بازیکن فوتبال
- ۶ اردیبهشت - امیر عابدزاده، فوتبالیست و پسر احمدرضا عابدزاده
- ۷ اردیبهشت - شهاب مظفری، خواننده، ترانه‌سرا و آهنگساز
- ۸ اردیبهشت - سیمین دانشور، نویسنده و مترجم
- ۸ اردیبهشت - چنگیز مهدی‌پور، نوازنده عاشیق ایرانی
- ۹ اردیبهشت - محمّد معین، پدیدآورندهٔ فرهنگ فارسی معین
- ۱۰ اردیبهشت - رهی معیری، غزل‌سرا و ترانه‌سرای
- ۱۰ اردیبهشت - یدالله ثمره، زبانشناس
- ۱۵ اردیبهشت - غلامحسین بنان، خوانندهٔ موسیقی کلاسیک
- ۲۰ اردیبهشت - خدیجه ( شهلا ) جاهد - پرستار ، مربی مهدکودک ، دانشجوی روان‌شناسی ، همسر دوم موقت ناصر محمدخانی و قصاص شده در پی محکومیت به جنایت قتل فاطمه (لاله) سحرخیزان(همسر اول ناصر محمدخانی و خیّر)- ۱۳۴۸
- ۲۰ اردیبهشت - طناز طباطبایی - بازیگر - ۱۳۶۲
- ۲۲ اردیبهشت - مریم میرزاخانی
- ۲۴ اردیبهشت - پرویز مشکاتیان، آهنگساز، موسیقی دان و نوازنده سنتور

## درگذشت‌ها
- ۱ اردیبهشت - محمدتقی بهار، شاعر، نویسنده، روزنامه‌نگار و سیاستمدار
- ۱ اردیبهشت - سهراب سپهری، شاعر، نویسنده و نقاش
- ۳ اردیبهشت - بهمن کشاورز، وکیل، حقوقدان و رئیس کانون وکلای دادگستری
- ۵ اردیبهشت - بیژن ترقی، شاعر و ترانه‌سرای معاصر
- ۶ اردیبهشت - حسن علوی‌کیا، از بنیان‌گذاران سازمان ساواک و سرتیپ نیروی زمینی شاهنشاهی ایران
- ۱۱ اردیبهشت - کیومرث صابری فومنی، نویسنده، طنزنویس و پایه‌گذارِ مؤسسهٔ گُل‌آقا
- ۱۴ اردیبهشت - ناصر چشم‌آذر، موسیقی‌دان، آهنگ‌ساز و تنظیم‌کنندهٔ موسیقی
- ۱۶ اردیبهشت - بدیع‌الزمان فروزانفر، استاد زبان و ادبیات فارسی
- ۱۸ اردیبهشت - غلامرضا رشید یاسمی، نویسنده، مورخ، مترجم و شاعر
- ۲۲ اردیبهشت-مریم میرزا خانی ریاضی‌دان
- ۲۳ اردیبهشت - بهنام صفوی، خواننده
- ۳۰ اردیبهشت-ابراهیم رئیسی، روحانی و سیاستمدار

## مناسبت‌ها
- ۱ اردیبهشت - روز بزرگداشت سعدی
- ۲ اردیبهشت - روز زمین پاک
- ۳ اردیبهشت - روز بزرگداشت شیخ بهایی
- ۳ اردیبهشت - روز معماری
- ۳ اردیبهشت - روز ملی کارآفرینی
- ۱۰ اردیبهشت - روز ملی خلیج فارس در ایران
- ۱۰ اردیبهشت - جشن چهلم نوروز
- ۱۱ اردیبهشت - روز جهانی کارگر
- ۱۲ اردیبهشت -روز معلم
- ۱۴ اردیبهشت - روز ملی بازیگر
- ۱۵ اردیبهشت - جشن میانه بهار/جشن بهاربد؛ روز شیراز
- ۱۵ اردیبهشت - روز بزرگداشت شیخ صدوق
- ۱۵ اردیبهشت -روز جهانی ماما
- ۱۷ اردیبهشت- روز اسناد ملی
- ۱۸ اردیبهشت - روز جهانی صلیب سرخ و هلال احمر
- ۱۹ اردیبهشت - روز بزرگداشت شیخ کلینی
- ۲۰ اردیبهشت - روز تفرش
- ۲۵ اردیبهشت - روز پاسداشت زبان فارسی
- ۲۵ اردیبهشت - روز بزرگداشت فردوسی
- ۲۶ اردیبهشت - روز جهانی پسر
- ۲۷ اردیبهشت - روز ارتباطات
- ۲۸ اردیبهشت - روز بزرگداشت عمرخیام
- ۳۰ اردیبهشت - روز ایرانگردی و ایران‌شناسی
- ۳۰ اردیبهشت - روز ملی جمعیت
- ۳۱ اردیبهشت - روز اهدای عضو اهدای زندگی

## نامگذاری‌ها در جمهوری اسلامی
- ۹ اردیبهشت - روز شوراها
- ۱۱ اردیبهشت - روز جهانی کارگر
- ۱۲ اردیبهشت - روز معلم
- ۱۷ اردیبهشت - روز اسناد ملی
- ۲۷ اردیبهشت - روز ارتباطات و روابط عمومی